# Balogh Máté
Balogh Máté (Győr, 1990. november 9. – ) Erkel Ferenc-díjas, Junior Prima-díjas és kétszeres Artisjus-díjas magyar zeneszerző, a Liszt Ferenc Zeneművészeti Egyetem adjunktusa.

## Tanulmányai
Dunaújvárosban nőtt fel, muzsikus családban. A Pécsi Művészeti Gimnázium és Szakközépiskolában Győrffy István növendéke volt, majd a Liszt Ferenc Zeneművészeti Egyetem zeneszerzés szakán tanult Jeney Zoltán osztályában. 2013-ban fél évet töltött Triesztben a Conservatorio Giuseppe Tartini ösztöndíjas hallgatójaként Fabio Nieder irányításával. 2016-ban Eötvös Péter mentoráltja volt. 2019 májusában a Zeneakadémián DLA doktori fokozatot szerzett, disszertációjának címe: Szőllősy András vokális művészete.

## Életpályája
2010 és 2014 között rendszeresen dolgozott együtt a Színház és Filmművészeti Egyetemmel zeneszerzőként és zongoristaként egyaránt. 2014-től 2017-ig mint doktorandusz a Zeneakadémia zeneszerzés tanszékén kortárs zenét, hangszerelést, kötelező zeneszerzést, partitúra-olvasást és zeneelméletet tanított. 2018-ig az UMP Editio Musica Budapest főszerkesztője volt, 2018-tól a Zeneakadémia Zeneelmélet Tanszékének és Nemzetközi Kodály Intézetének tanársegédje, 2020-tól e két tanszék egyetemi adjunktusa.
A trieszti Conservatorio di musica Giuseppe Tartini vendégelőadója. Egyetemi előadásokat tartott továbbá a Shanghai-i Zeneakadémián, a lipcsei Mendelssohn Zeneakadémián, a tallinni Észt Zene- és Színművészeti Akadémián, a gdanski Moniuszko Zeneakadémián és a huntsville-i University of Alabamán.
2021 és 2024 között a Magyar Zeneszerzők Egyesületének elnöke volt. Az Artisjus Komolyzenei Szerzői Véleményező Bizottságának, valamint Küldöttgyűlésének is tagja.
Zeneszerzői munkásságát 2016-ban Artisjus-díjjal, 2018-ban Junior Prima-díjjal díjazták. 2019-ben a Fidelio.hu beválogatta a magyar kultúra 50 legmeghatározóbb arca közé. 2022-ben Erkel Ferenc-díjat kapott, majd egy évvel később 1. szimfóniájáért ismét Artisjus-díjjal tüntették ki (Az Év Zeneműve).
Művei elhangoztak már szerte Európában, valamint Törökországban, az Egyesült Államokban, Kanadában, Tajvanon, Kínában, Japánban, és Azerbajdzsánban.
2021-22-ben a Győri Filharmonikus Zenekar rezidens zeneszerzője volt.
A 61. Velencei Biennálé Magyar Pavilonjának zeneszerzője. Koronczi Endre Munkácsy-díjas képzőművész monumentális fémtárgyaira készít hangszobrot.
Zenei témájú írásai, beszélgetései rendszeresen megjelennek a Jelenkor folyóiratban.

## Fontosabb bemutatói
- 2024 novemberében az eszéki Franz Kezma Hangversenyterem avatásán, majd a pécsi Kodály Központban a Pannon Filharmonikusok bemutatta 3. szimfóniáját, ami Bertók László fiatalkori verseire írt programzene. A koncerteken Vass András vezényelt.[22]
- 2024 nyarán a RenMus Project elnevezésű visegrádi együttműködés keretében Prága, Varsó, Pozsony és Budapest szabadterein különböző együttesek mutatták be Thoreau Second Hand című kamarazenekari művét. A koncerteken a szerző recitált.[23]
- 2024 áprilisában a grazi KULTUM-ban mutatták be Seepferdchen und Flugfische című zenés színpadi művét, mely később a Bakui Kortárs Zenei Napokra (Azerbajdzsán) is meghívást kapott.[18] A darab a Das Rucksack Project zeneszerzőverseny egyik győztes műve.
- 2024 tavaszán a Music Madness egyik győzteseként több alkalommal elhangzott Der Rhein am Tomasee című vonósnégyese az észak-karolinai Durham városában.[24] A művet egy évvel korábban Hannoverben is bemutatták.[25]
- 2023-ban a New York-i székhelyű "Fifteen Minutes of Fame" project többször is bemutatta egyperces kompozícióit többek között Washingtonban és Oakland-ben.[26][27]
- 2023 áprilisában a Prágai Zeneakadémián mutatták be Horn Speech 2023 című művét, melyet Ligeti György születésének 100. évfordulójára komponált. A darabbal elnyerte a MicroFest Prague zeneszerzőverseny első díját.[28]
- 2022. november 5-én mutatták be 2. szimfóniáját a Budapest Music Centerben. A Danubia Zenekart Hámori Máté vezényelte.[29]
- 2021. december 6-án, a Bertók László-díj első átadóünnepségének keretében a költő verseire készült Hangyák indulója című szimfonikus kantátáját mutatták be a pécsi Kodály Központban.[30] A Pannon Filharmonikusokat és a Pannon Fesztiválkórust Vass András vezényelte.
- 2021 szeptemberében mint a Győri Filharmonikusok rezidens zeneszerzője mutatkozott be a győri Richter-teremben, Raabertüre című szimfonikus nyitányával.[31] Az együttes még abban az évadban 1. Szimfóniáját, valamint Folk Songs 1913 című művét is bemutatta, Harcsa Veronika közreműködésével.[32] A koncerteken Rajna Martin dirigált.
- 2021. június 6-án az Ostravai Zeneakadémián elhangzott Bahnmusik című vonószenekari műve. Az Ostrava Soloists együttesét Tomáš Stanček vezényelte.[33] A művet a Magyar Rádió is felvette, Kovács János vezényletével.[34]
- 2021. május 14-én a tokiói Shibaura House-ban bemutatták Matsuo Basho's Song című monodrámáját, Ryoko Aoki közreműködésével.[35] A színpadi mű Matsuo Basho buddhista szerzetes szövegei alapján készült.
- 2020. február 18-án a londoni Old Royal Naval Chapelben bemutatásra került Song For The Persecuted című két szólóbrácsára és brácsazenekarra komponált műve, Rivka Golani és Bársony Péter szólójával.[36]
- 2019. szeptember 27-én, Huntsville-ben, az USA-beli Alabama állam bicentenáriumán rendezett koncerten volt Balogh Alabama March című indulójának ősbemutatója. A művet a Huntsville Symphony Orchestra rendelte és mutatta be, Gregory Vajda vezényletével.[37][38] A mű magyar bemutatója a Zeneakadémia Nagytermében volt.
- 2019. március 9-én a tokiói Bunka Kaikan-ban, a japán-magyar diplomáciai kapcsolatok 150 éves fennállásának évfordulójára rendezett koncertsorozat keretében Eötvös Péter, Toshio Hosokawa és Kaito Nakahori munkái mellett Balogh One Hundred Famous Views of Edo című műve is elhangzott. A basszushangszerekre és 12 gongra komponált mű Utagawa Hiroshige azonos című ukiyo-e-gyűjteményére készült programzene.[39][40]
- 2018. december 5-én, a Szépművészeti Múzeum Antik Gyűjteményének 110 éves évfordulója alkalmából rendezett konferencián Tornyai Péter és Balogh Máté egy-egy ógörög nyelvű, Euripidész Antiopéjára készült zenés tragédiája is elhangzott. A kapcsolódó kiállítás keretében a két szerző ógörög dallamrekonstrukciói is meghallgathatók voltak.[41]
- 2018. szeptember 25-én, a Pesti Vigadóban, az NKA fennállásának 25 éves évfordulóján tartott koncerten Melodiemusik című munkája is megszólalt. A Liszt Ferenc Kamarazenekart a szerző vezényelte.[42]
- 2018 júniusában a müncheni Karl-Amadeus Hartmann Gesellschaft bemutatta Kipling's Speech című művét.[43] A mű partitúráját a bécsi Universal Edition zeneműkiadó 2020-ban megjelentette.[44]
- A Kínai Népköztársaság több ízben darabot rendelt tőle. 2017 decemberében a Shanghai Conservatory of Music hangversenytermében mutatták be Odes (诗经) című zeneművét, amelyet kínai népi hangszerekre, fabékákra és énekes szólistára komponált.[45] E kínai nyelvű dalok a Si King konfucionista versgyűjtemény szövegére készültek.[45] 2018-ban a mű egy változata elhangzott a BMC-ben is, a Janus Pannonius Nemzetközi Költészeti Nagydíj átadóján, a díjazott, Yang Lian jelenlétében.[46]
- 2017. június 26-án a zürichi Tonhalléban Eötvös Péter, Kurtág György, Bella Máté, Horváth Balázs és Tornyai Péter zenedarabjai mellett Balogh Jam Quartet-je is elhangzott.[47] A koncerten Eötvös Péter dirigált.

## Magánélete
Nős, felesége Jámbor Janka csellóművész. Két gyermekük van, Sára (2017) és Pál (2019).

## Díjak, elismerések[4]
- 2025: RIT Festival Résonance Infinity – "Coup de pouce" Award (Lyon, a Timpani Speech című műért).[50]
- 2024: A RenMus visegrádi project egyik győztese (Prága, Pozsony, Varsó, Budapest, a Thoreau Second Hand című művével.)[51]
- 2024: Friedrich Schiller Nemzetközi Dalverseny – 1. díj (Trieszt, az An Emma című műért)[52]
- 2024: A "Das Rucksack Project" egyik győztese (Graz, Seepferdchen und Flugfische c. zenés színpadi művével)[18]
- 2024: A Music Madness Zeneszerzőverseny egyik győztese (Durham, Észak-Karolina, USA, Der Rhein am Tomasee c. vonósnégyesével)[24]
- 2023: Free Range Composer Competition, London – "Honorable Award" (Bahnmusik című művéért)[53]
- 2023: Artisjus-díj (Az Év Komolyzenei Műve - Sinfonia Nr. 1)[54]
- 2023: MicroFest Prague – 1. díj (Horn Speech 2023 című művével)[55]
- 2022: Veszprém-Balaton Európa Kulturális Fővárosa 2023 Fanfárpályázat: 3. díj (Fanfara Gisella című munkájával)[56]
- 2022: Erkel Ferenc-díj[57]
- 2021: Gilgamesh International Composer Competition (Los Angeles) – 5. helyezés (Gilgamesh-Recitations c. művével)[58]
- 2021: II. Impronta Composer Competition (Mannheim) – 3. díj (Der Rhein am Tomasee című művével.)[59]
- 2020: I. Salvatore Quasimodo Dalverseny – 1. díj (Ami marad c. művéért)[60]
- 2020: A Central European String Quartet zeneszerzőversenye – "Support Excellence Award" (Recitativo prosecco című művéért.)[61]
- 2020: GENERACE Composer Competition (Ostrava) – 3. díj (Bahnmusik című munkájával).[62]
- 2019: Fidelio Kult50 – A kultúra 50 arca (Klasszikus zenei kategória, Balog Józseffel, Hámori Mátéval, Rohmann Dittával és Vashegyi Györggyel.)[15]
- 2018: Junior Prima-díj[2]
- 2018: A Central European String Quartet zeneszerzőversenye – a Zeneakadémia Alapítvány különdíja (Lerchenquartett c. munkájáért)[63]
- 2018: I. Budavári Beethoven Zeneszerzőverseny – 2. díj (Játék c. művével)[64]
- 2017: Új Magyar Zenei Fórum – 1. díj (Pseudomarsch c. munkájával), valamint számos különdíj[65]
- 2017: GENERACE Composer Competiton (Ostrava) kiemelt különdíjasa (Quartet pour la fin du jam című munkájával)[66]
- 2017: A Szlovén Nemzeti Énekkar pályázatának egyik győztese[67]
- 2016: Artisjus-díj (Az Év Junior Komolyzenei Alkotója 2015)[68]
- 2015: Új Magyar Zenei Fórum – 1. díj (Melodiemusik) és 2. díj (Quintet), valamint számos különdíj[69]
- 2015: A Fondazione Spinola Banna per l’Arte zeneszerzőpályázatának győztese (BABE[urope]L című munkájával)
- 2015: GENERACE Composer Competition (Ostrava) kiemelt különdíjasa (A világ útvesztője és a szív paradicsoma című munkájával)
- 2014: European Composer and Songwriter Alliance pályázatának egyik győztese (Luca Marenzio in Salzburg című munkájával)
- 2013: Új Magyar Zenei Fórum – 3. díj (Notturni a L című darabjáért)
- 2013: Eötvös Péter kortárs zenei alapítványa operapályázatának egyik győztese
- 2011: A Nemzeti Énekkar Zeneszerzőversenye – 1. díj
- 2011: A Zeneakadémia zeneszerzőversenye – 1. díj
- 2010: A Színház és Filmművészeti Egyetem dalversenye – 1. díj

## Főbb művei
- Thoreau Second Hand (2024)[70]
- Horn Speech 2023[71]
- Quasi zimbalo (2022)[72]
- Folk Songs 1913 (2022)[73]
- Clownmusik (2021)[74]
- Raabertüre (2021)[75]
- Bahnmusik (2019)[76]
- Alabama March (2019)[77]
- Kipling's Speech (2018)[78]
- Játék (2018)[79]
- Pseudomarsch (2017)[65][80]
- Jam Quartet (2016)[81]
- 7 Ant(hem)s – Hommage à Péter Esterházy (2015)[82]
- Kikaku&Basho (2015)[83]
- Melodiemusik (2015)[69]
- Paian (2014)[84]
- Luca Marenzio in Salzburg (2012)[85]
- Fiatal asszonyok éneke (2010)[86]

## Interjúk
- Fidelio.hu
- Papageno.hu
- BMC.hu
- Jelenkor Online
- Prae.hu
- FUGA Mikrokozmosz
- Dalszerzo.hu
- Librarius.hu
- Dunaújváros Online
- Operavilág
- 444.hu
- Muzsika Folyóirat